# Hymni i Flamurit
Himni i Flamurit (« L'Hymne au Drapeau ») est l'hymne national de l'Albanie. Les paroles ont été écrites par le poète albanais Aleksander Stavre Drenova, surnommé « Asdren »,.

## Historique
Le poème fut publié pour la première fois le 21 avril 1912 sous le titre Betimi mi flamur (Le serment au drapeau) dans Liri e Shqipërisë (Liberté de l'Albanie), quotidien albanais de Sofia, capitale du  Royaume de Bulgarie. La même année, l'auteur l'inclura dans son recueil de poèmes Ëndrra e lotë (Des rêves et des larmes) publié à Bucarest, capitale du Royaume de Roumanie,.
La musique, écrite initialement pour le chant unioniste roumain Sur notre bannière est écrit Union (ro), est l'œuvre du compositeur polono-roumain Ciprian Porumbescu,.
La Constitution albanaise dénomme l'hymne national (hymni kombëtar en albanais) « Rreth Flamurit të Përbashkuar » (Rassemblés autour du drapeau), d'après le premier vers du poème. Pendant la répression antireligieuse du régime communiste d'Enver Hoxha, le dernier couplet avait été supprimé. Le texte original de 1912 comprenait aussi un couplet supplémentaire qu'on ne retient plus aujourd'hui,.
Hymni i Flamurit est aussi le titre d'un poème de Fan Noli.

## Paroles
Deux versions de l'hymne sont possibles : la version longue est celle présentée ci-dessous, avec la répétition du second couplet à la fin, comme un refrain ; la version courte n'utilise que les deux premières strophes. Le poème d'origine comporte 3 strophes supplémentaires, qui ne font pas partie de l'hymne actuel.

### Paroles officielles albanaises
| Latin | Elbasan | Grec | Arabe | Cyrillique | Transcription API |
| --- | --- | --- | --- | --- | --- |
| Rreth flamurit të përbashkuar Me një dëshirë e një qëllim, Të gjith' atij duke u betuar Të lidhim besën për shpëtim. 𝄆 Prej lufte veç ai largohet Që është lindur tradhëtor, Kush është burrë nuk friksohet, Por vdes, por vdes si një dëshmor! 𝄇 Në dorë armët do t'i mbajmë, Të mbrojmë atdheun në çdo kënd, Të drejtat tona ne s'i ndajmë; Këtu armiqtë s'kanë vënd! 𝄆 Se Zoti vetë e tha me gojë Që kombe shuhen përmbi dhe, Po Shqipëria do të rrojë; Për të, për të luftojmë ne! 𝄇 O Flamur, flamur, shenj' e shenjtë Tek ti betohemi këtu Për Shqipërinë, atdheun e shtrenjtë, Për nder' edhe lavdimn e tu. 𝄆 Trim burrë quhet dhe nderohet Atdheut kush iu bë therror. Përjetë ai do të kujtohet Mbi dhe, nën dhe si një shenjtor! 𝄇, | 𐔚𐔇𐔞 𐔉𐔐𐔀𐔒𐔟𐔙𐔍𐔝 𐔝𐔈 𐔗𐔈𐔙𐔁𐔀𐔜𐔏𐔟𐔀𐔙 𐔒𐔇 𐔕𐔈 𐔄𐔈𐔜𐔍𐔙𐔈 𐔇 𐔕𐔈 𐔘𐔈𐔑𐔍𐔒, 𐔝𐔈 𐔋𐔍𐔞’ 𐔀𐔝𐔍𐔎 𐔄𐔟𐔏𐔇 𐔟 𐔁𐔇𐔝𐔟𐔀𐔙 𐔝𐔈 𐔐𐔍𐔆𐔍𐔒 𐔁𐔇𐔛𐔈𐔓 𐔗𐔈𐔙 𐔜𐔗𐔈𐔝𐔍𐔒. 𝄆 𐔗𐔙𐔇𐔎 𐔐𐔟𐔉𐔝𐔇 𐔠𐔇𐔃 𐔀𐔍 𐔐𐔀𐔙𐔊𐔖𐔌𐔇𐔝 𐔘𐔈 𐔈𐔜𐔝𐔈 𐔐𐔍𐔅𐔟𐔙 𐔝𐔙𐔀𐔆𐔈𐔝𐔖𐔙, 𐔏𐔟𐔜 𐔈𐔜𐔝𐔈 𐔁𐔟𐔚𐔈 𐔓𐔟𐔏 𐔉𐔙𐔍𐔏𐔛𐔖𐔌𐔇𐔝, 𐔗𐔖𐔙 𐔠𐔄𐔇𐔛, 𐔗𐔖𐔙 𐔠𐔄𐔇𐔛 𐔛𐔍 𐔕𐔈 𐔄𐔈𐔜𐔒𐔖𐔙! 𝄇 𐔓𐔈 𐔄𐔖𐔙𐔈 𐔀𐔙𐔒𐔈𐔝 𐔄𐔖 𐔝’𐔍 𐔒𐔁𐔀𐔎𐔒𐔈, 𐔝𐔈 𐔒𐔁𐔙𐔖𐔎𐔒𐔈 𐔀𐔝𐔆𐔇𐔟𐔓 𐔓𐔈 𐔃𐔄𐔖 𐔏𐔈𐔅, 𐔝𐔈 𐔄𐔙𐔇𐔎𐔝𐔀𐔝 𐔝𐔖𐔓𐔀 𐔓𐔇 𐔛’𐔍 𐔅𐔀𐔎𐔒𐔈; 𐔏𐔈𐔝𐔟 𐔀𐔙𐔒𐔍𐔘𐔝𐔈 𐔛’𐔏𐔀𐔓𐔈 𐔠𐔈𐔅! 𝄆 𐔛𐔇 𐔣𐔖𐔝𐔍 𐔠𐔇𐔝𐔈 𐔇 𐔞𐔀 𐔒𐔇 𐔊𐔖𐔎𐔈 𐔘𐔈 𐔏𐔖𐔒𐔁𐔇 𐔜𐔟𐔌𐔇𐔓 𐔗𐔈𐔙𐔒𐔁𐔍 𐔆𐔇, 𐔗𐔖 𐔜𐔘𐔍𐔗𐔈𐔙𐔍𐔀 𐔄𐔖 𐔝𐔈 𐔚𐔖𐔎𐔈 𐔗𐔈𐔙 𐔝𐔈, 𐔗𐔈𐔙 𐔝𐔈 𐔐𐔟𐔉𐔝𐔖𐔎𐔒𐔈 𐔓𐔇! 𝄇 𐔖 𐔉𐔐𐔀𐔒𐔟𐔙, 𐔉𐔐𐔀𐔒𐔟𐔙, 𐔜𐔇𐔕’ 𐔇 𐔜𐔇𐔕𐔝𐔈 𐔝𐔇𐔏 𐔝𐔍 𐔁𐔇𐔝𐔖𐔌𐔇𐔒𐔍 𐔏𐔈𐔝𐔟 𐔗𐔈𐔙 𐔜𐔘𐔍𐔗𐔈𐔙𐔍𐔓𐔈, 𐔀𐔝𐔆𐔇𐔟𐔓 𐔇 𐔜𐔝𐔙𐔇𐔕𐔝𐔈, 𐔗𐔇𐔙’ 𐔇𐔆𐔇 𐔐𐔀𐔠𐔄𐔍𐔒𐔓 𐔇 𐔝𐔟. 𝄆 𐔝𐔙𐔍𐔒 𐔁𐔟𐔚𐔈 𐔘𐔟𐔌𐔇𐔝 𐔆𐔇 𐔅𐔇𐔙𐔖𐔌𐔇𐔝 𐔀𐔝𐔆𐔇𐔟𐔝 𐔏𐔟𐔜 𐔍𐔟 𐔁𐔈 𐔞𐔇𐔚𐔖𐔙. 𐔗𐔈𐔙𐔎𐔇𐔝𐔈 𐔀𐔍 𐔄𐔖 𐔝𐔈 𐔏𐔟𐔎𐔝𐔖𐔌𐔇𐔝 𐔒𐔁𐔍 𐔆𐔇, 𐔓𐔈𐔓 𐔆𐔇 𐔛𐔍 𐔕𐔈 𐔜𐔇𐔕𐔝𐔖𐔙! 𝄇 | Ρ̇εθ φλαμȣριτ τε̱ πε̱ρπ̇ασ̈κȣaρ' Με̱ ν̇ε̱ δ̇ε̱σ̈ιρ ε ν̇ε̱ κ̇ε̱λ̇ιμ, Τε̱ γ̇ιθ ατιϳ δ̇ȣκε ȣ π̇ε̱τȣαρ Τε̱ λιδιμ π̇εσε̱ν πε̱ρ σ̈πε̱τιμ. 𝄆 Πρε̱ϳ λȣφτε βε̱τσ̈ αι λαργοχετ Κ̇ε̱ ε̱σ̈τε̱ λινδ̇ȣρ τραδε̱τορ, Κȣσ̈ ε̱σ̈τε̱ π̇ȣρ̇ε̱ νȣκ φρικσοχετ, Πορ βδ̇ες, πορ βδ̇ες σι ν̇ε̱ Δ̇ε̱σ̈μορ! 𝄇 Νε̱ δ̇ορε̱ αρμε̱τ δ̇ο τι μπ̇αϳμε̱, Τε̱ μπ̇ροϳμε̱ ατδεȣν νε̱ τσ̈ο κε̱νδ̇! Τε̱ δ̇ρεϳτατ τονα νε σι νδ̇αϳμε̱; Κε̱τȣ αρμικ̇τε̱ σκανε̱ βε̱νδ̇! 𝄆 Σε Ζοτι βετε̱ ε θα με γοϳε̱ Κ̇ε̱ κομπ̇ε σ̈ȣχεν πε̱ρμπ̇ι δε, Πο Σ̈κ̇ιπε̱ρια δ̇ο τε̱ ρ̇οϳε̱; Πε̱ρ τε̱, πε̱ρ τε̱ λȣφτοϳμε̱ νε! 𝄇 Ο Φλαμȣρ, φλαμȣρ, σ̈εν̇ ε σ̈εν̇τε̱ Τεκ τι π̇ετοχεμι κε̱τȣ Πε̱ρ Σ̈κ̇ιπε̱ρινε̱, ατδεȣν ε σ̈τρεν̇τε̱, Πε̱ρ νδ̇ερ εδε λαβδ̇ιμν ε τȣ. 𝄆 Τριμ π̇ȣρ̇ε̱ κ̇ȣχετ δε νδεροχετ Ατδεȣτ κȣσ̈ ιȣ π̇ε̱ θερ̇ορ. Πε̱ρϳετε̱ αι δ̇ο τε̱ κȣϳτοχετ Μπ̇ι δε, νε̱ν δε σι ν̇ε̱ σ̈εν̇τορ! 𝄇 | رّاث فلامورىت ت پرباشكوأر ما ڽ دشىر ا ڽ ڃلّىم ت ڷىث آتىي دوكا او باتوأر ت لىذىم باسن پر شپتىم پراي لوفتا واچ آئ لارگهات ڃ اشت لىݢور تراذتر كوش اشت بورّ نوك فرىكسهات پر وداس، پر وداس سى ڽ دشمر ن در آرمت د تى ݦايم ت ݦريم آتذاؤن ن چد كݢ ت درايتات تنا نا سى ݢايم كتو آرمىڃت سكان وݢ سا زتى وات ا ثا ما گي ڃ كݦا شوهان پرݦى ذا پ شڃىپريا د ت رّي پر ت، پر ت لوفتيم نا ا فلامور، فلامور، شاڽ ا شاڽت تاك تى باتهامى كتو پر شڃىپرىن، آتذاؤن ا شتراڽت پر ݢر، ادا لاودىمن ا تو ترىم بورّ ڃوهات ذا ݢارهات آتذاؤت كوش ايؤ ب ثارّر پريات آئ د ت كويتهات ݦى ذا، نان ذا سى ڽ شاڽتر | Ррес́ фљамурит тә пәрбашкуар Ме њә дәшир е њә ќәлим, Тә ѓис́ атиј дуке у бетуар Тә љиз́им бесән пәр шпәтим. 𝄆 Преј љуфте веч аи љаргохет Ќә әштә љиндур траз́әтор, Куш әштә буррә нук фриксохет, Пор вдес, пор вдес си њә Дәшмор! 𝄇 Не доре армәт до т’и мбајмә, Тә мбројмә атз́еун нә чдо кәнд, Тә дрејтат тона не с’и ндајмә; Кәту армиќтә с’канә вәнд! 𝄆 Се Зоти ветә е с́а ме гојә Ќә комбе шухен пәрмби з́е, По Шќипәрија до тә рројә; Пәр тә, пәр тә љуфтојмә не! 𝄇 О Фљамур, фљамур, шењ е шењтә Тек ти бетохеми кәту Пәр Шќипәринә, атз́еун е штрењтә, Пәр ндер ез́е љавдимн е ту. 𝄆 Трим буррә ќухет з́е ндерохет Атз́еут куш ју бә с́еррор. Пәрјетә аи до тә кујтохет Мби з́е, нән з́е си њә шењтор! 𝄇 | [rɛθ fla.mu.ɾit tə pəɾ.baʃ.ku.aɾ] [mɛ ɲə də.ʃiɾ ɛ ɲə c͡çə.ɫim ǀ] [tə ɟ͡ʝiθ a.tij du.kɛ‿u bɛ.tu.aɾ] [tə li.ðim bɛ.sən pəɾ ʃpə.tim ‖] 𝄆 [pɾɛj luf.tɛ vɛt͡ʃ a.i laɾ.gɔ.hɛt] [c͡çə əʃ.tə lin.duɾ tɾa.ðə.tɔɾ ǀ] [kuʃ əʃ.tə bu.rə nuk fɾi.kɔ.hɛt ǀ] [pɔ‿vdɛs ǀ pɔ‿vdɛs si ɲə dəʃ.mɔɾ ‖] 𝄇 [nə dɔ.ɾə aɾ.mət dɔ ti‿mbaj.mə ǀ] [tə‿mbɾɔj.m‿at.ðɛ.un nə‿t͡ʃdɔ kənd ǀ] [tə dɾɛj.tat tɔ.na nɛ si‿ndaj.mə ǀ] [kə.tu aɾ.mic͡ç.tə ska.nə vɛnd ‖] 𝄆 [sɛ zɔ.ti vɛ.t‿ɛ θa mɛ gɔ.jə] [c͡çə kɔm.bɛ ʃu.hɛn pəɾ.mbi ðɛ ǀ] [pɔɾ ʃc͡çi.pə.ɾi.a dɔ tə rɔ.jə ǀ] [pəɾ tə ǀ pəɾ tə luf.tɔj.mə nɛ ‖] 𝄇 [ɔ fla.muɾ ǀ fla.muɾ ʃɛɲ ɛ ʃɛɲ.tə] [tɛk ti bɛ.tɔ.hɛ.mi kə.tu] [pəɾ ʃc͡çi.pə.ɾi.n‿at.ðɛu̯n ɛ ʃtɾɛɲ.tə ǀ] [pəɾ‿ndɛɾ ɛ.ðɛ lav.dim.n‿ɛ tu ‖] 𝄆 [tɾim bu.rə c͡çu.hɛt ðɛ‿ndɛ.ɾɔ.hɛt] [at.ðɛ.ut kuʃ iu̯ bə θɛ.rɔɾ ‖] [pəɾ.jɛ.t‿a.i dɔ tə kuj.tɔ.hɛt] [mbi ðɛ ǀ nən ðɛ si ɲə ʃɛɲ.tɔɾ ‖] 𝄇 |

### Traduction en français
Rassemblés autour du drapeau,
Avec un désir et un but,
Tous à lui faire serment
De lier notre foi jurée en vue de la libération.
𝄆 Du combat se détourne seul
Qui est un traître par naissance
Qui est un homme ne prend pas peur
Mais meurt, meurt comme un martyr. 𝄇
Nous tiendrons les armes entre nos mains,
Nous défendrons notre patrie,
Nos droits ne s'effaceront pas,
Les ennemis n'ont pas leur place ici !
𝄆 Car Dieu lui-même a proclamé :
Les nations de la terre disparaîtront,
Et pourtant vivra et prospérera l'Albanie.
Pour toi, pour toi, nous nous battons. 𝄇
O drapeau, drapeau, tu symbole sacré
Sur toi nous jurons maintenant
Pour l'Albanie, notre chère patrie
Pour l'honneur et ta gloire.
𝄆 L'homme courageux est nommé et honoré
Celui qui s'est sacrifié pour la patrie
Pour toujours, il se souviendra
Sur terre et sous comme un saint! 𝄇